# Barichneumon heracliana
Barichneumon heracliana är en stekelart som först beskrevs av Bridgman 1884.  Barichneumon heracliana ingår i släktet Barichneumon och familjen brokparasitsteklar. Inga underarter finns listade.